# Karel Fabián
Karel Fabián, vlastním jménem Eduard Kirchberger (21. června 1912, Praha – 11. listopadu 1983, tamtéž), byl český spisovatel. Užíval též pseudonymy Karel Fabian, E. Kágé, F. Navrátil, Kg. z Lgb. Psal detektivky, dobrodružné romány, knihy s protifašistickou tematikou a také sci-fi literaturu a knížky pro děti. Některé jeho práce se dočkaly filmového zpracování, podílel se na psaní jejich scénářů.

## Životopis

### Do konce 2. světové války
Byl jediný syn úředního sluhy Zemědělské rady v Praze Františka Kirchbergera (1886–??) a jeho manželky Marie, rozené Císařové (1889–??).
Po maturitě na reálném gymnáziu v Křemencové ulici v Praze 2 studoval v letech 1933 – 1934 tři semestry na Právnické fakultě Karlovy univerzity, studium nedokončil. Narukoval dobrovolně na vojnu, absolvoval školu pro důstojníky v Nitře a sloužil u cyklistického pluku na Slovensku, v Levicích. Pak se vrátil do Prahy, v roce 1937 získal úřednické místo u pojišťovny Slavie.
V únoru 1942 byl za rozšiřování ilegálního časopisu zatčen a odsouzen na osm let vězení; do konce války byl vězněn v káznici Straubing.

### Pokus o emigraci
Po osvobození Československa se odstěhoval do Liberce, kde pracoval v Legiobance jako úředník, roku 1946 zde byl zástupcem ředitele. Od roku 1947 byl vyšetřován, v dubnu 1948 dokonce obžalován pro chování ve vyšetřovací vazbě gestapa za německé okupace. V dubnu 1948 bylo obžalování zrušeno. Z Legiobanky byl propuštěn 28. února 1948, poté, co byl nalezen jeho dopis s antikomunistickými výroky. Následně mu byl oznámen zákaz publicistické činnosti. Dne 10. června 1948 ilegálně opustil Československo a odešel do Německa. V Německu se Karlu Fabiánovi nepodařilo vycestovat do Anglie a využil toho, že tehdejší president Klement Gottwald vyhlásil 19. června 1948 amnestii; 12. srpna 1948 se vrátil do Československa.

### Spolupráce s StB
Po návratu z emigrace nabídnul Karel Fabián své zkušenosti k propagandistickým účelům. Tak se dostal do styku se zpravodajským důstojníkem Bedřichem Pokorným, zástupcem velitele Státní bezpečnosti. Své zážitky z emigrace zpracoval v propagandistických dílech Cesta na západ (časopisecky v časopise Květen, pseudonym F. Navrátil) a Uprchlík (vydala Práce, 1950).
V roce 1948 se přestěhoval do Prahy, kde se stal, s pomocí Bedřicha Pokorného, od září 1948 do konce roku 1949 redaktorem časopisu Květen. Fabián napsal pro Pokorného román Poslali mě střílet (dnes nezvěstný), kterým oslavil práci StB popisem právě probíhajícího případu. Též Pokorného upozornil na připravovaný pokus o emigraci Žofie Veselíkové, bývalé manželky kabaretiéra Jiřího Červeného.
Jeho texty v časopise Květen, které podporovaly pětiletku, se ÚV KSČ zdály příliš senzační a z časopisu byl propuštěn. Krátce se živil jako dělník, pak jako vedoucí textového oddělení v podniku Propag. Když byl Bedřich Pokorný v roce 1951 zatčen, byl zatčen a vyšetřován i Karel Fabián. V té době se nabídl jako tajný spolupracovník Státní bezpečnosti a byl využíván do roku 1952 a poté 1972–1977. O své činnosti ale hovořil s dalšími osobami, a proto byl 17. září 1951 znovu zatčen a pro ohrožení státního tajemství odsouzen na šest let. Po podmínečném propuštění v roce 1954 pracoval jako horník a jako slévač.

### Návrat k literatuře
Po sedmileté přestávce začaly knihy Karla Fabiána pravidelně vycházet od roku 1957. V letech 1963–1965 byl dramaturgem pořadů pro děti a mládež v Československé televizi, v letech 1969–1977 byl redaktorem časopisu Květy.
V období normalizace podpořil (v listopadu 1969, s mnoha jinými) prohlášení tehdejšího ministra kultury, zaměřené proti existenci opozičních uměleckých svazů.
Zemřel v 71 letech po delší nemoci v Praze.

## Život Karla Fabiána v umění
- V knize Gottland, v kapitole Lovec tragédií, věnuje Mariusz Szczygieł pozornost životu Karla Fabiána a jeho přerodu z předválečného spisovatele senzací a detektivních příběhů na spisovatele, píšícího „...o dělnících, partyzánech, komunistech a nepřátelích lidu“.[9]
- V roce 2014 natočila tehdejší studentka FAMU Viera Čákanyová animovaný film Leticí kůň o životě Karla Fabiána. Z pěti studentských filmů, který byly uvedeny pod souborným názvem Gottland, byl přijat nejpříznivěji.[10]

## Dílo

### Stručné shrnutí
- V letech 1939–1941 vydal pod vlastním jménem osm sešitových románů v pátém a šestém ročníku edice Rodokaps.
- V letech 1941–1942 vydal pod vlastním jménem dalších šest titulů v sešitové edici Rozruch nakladateství Melantrich. Tato edice byla v roce 1944 úředním rozhodnutím zastavena.
- Po návratu z emigrace se stal agentem StB a psal pod pseudonymy např. budovatelské romány; v týdeníku Květen založil a od roku 1948 vedl rubriku Na frontě pětiletky. Pro mládež psal dobrodružné knihy v tradici literárně výchovné – např. o pátrání po pravém viníku velezrádného ztroskotání anglické lodi (Dokument z černé ponorky, 1948).[11]

### Deníky a časopisy
Od roku 1936 publikoval pravidelně v Národních listech pod vlastním jménem, též Eda Kirchberger. V začátcích zveřejňoval převážně příspěvky z vojenského prostředí. V Národních listech také vydal na pokračování špionážní romány na pokračování špionážní romány Než zazní děla (1937), Cesta přes mrtvé (1937), Pátá poprava (1938) a dobrodružné romány Malokaj – ostrov malomocenství (1938) a Pašerák Silverio (1940–1941).

### Knižní vydání
Některá z děl Karla Fabiána byla přeložena do slovenštiny, ukrajinštiny, rumunštiny a němčiny, níže jsou uvedena pouze česká vydání:
- Cesta přes mrtvé (špionážní román; Praha, J. Jošt, 1937)
- 11x v třídní knize (Kniha zdravého humoru ze školních lavic, pod pseudonymem Ed. Kágé; V Liberci, Nakladatelské a tiskařské podniky "Cíl", 1946)
- Jak se rodil Liberec (sbírka povídek ze Stráže severu, pseudonym Kg. z Lgb.; , SOPV-odbočka, 1946)
- Podivný případ ze Salamanky (pseudonym E. Kágé; Liberec, Cíl, 1946)
- Rok po revoluci, 1945-1946 (Napsali mjr. Karel Cerman, J.K. Čemus, E. Kirchberger, St. Knížek, Jiří Palát; V Liberci, Svaz národní revoluce, 1946)
- Muži u vysílačky (špionážní román z válečného Německa; Praha, Práce, 1947)
- Sabotáž doktora Schöllera (Špionážní román , pod pseudonymem E. Kágé (Ostrava, Svět, 1947)
- Zpravodajská ústředna hlásí ... (Detektivní román, pod pseudonymem E. Kágé; Ostrava, Svět, 1947)
- Dokument z černé ponorky (dobrodružný román pro mládež, pod pseudonymem E. Kágé; Liberec, Cíl, 1948)
- Šlo o elektrárnu (Praha, Práce, 1949)

Vydáno pod pseudonymem Karel Fabián:
- Černý vlk (Praha - Melantrich 1942, Praha - Naše vojsko 1965 - přepracováno, České Budějovice - Růže 1970 - ilustrace Bohumil Konečný)
- Marně neumíráme (Praha, Práce, 1949)
- Uprchlík (Praha, Práce, 1950)
- Záhada pěti domků (úsměvný špionážní román o klukovských letech; Praha, MF, 1957)
- Pozor, bomby! (Praha, Naše vojsko, 1958)
- Psí komando (Praha, Naše vojsko 1959, Svoboda 1968, Československý spisovatel 1979)
- Takovou loď (Praha, Mladá fronta, 1959, 1963)
- Juan netančí karmaňolu (Praha, MF, 1960)
- Letící kůň (Praha, Mladá fronta 1961, Československý spisovatel 1973)
- Trestný prapor (Praha, Mladá fronta, 1962)
- Vrah vychází za soumraku (Praha, Naše vojsko, 1964)
- Slunečné údolí(Nakladatelství České Budějovice, 1967)
- Ženy sedící na chodníku (Praha, Svoboda, 1967)
- Krycí jméno Jaguár (Praha, Práce, 1968)
- Prázdniny za milión (ilustrace Kamil Lhoták; Praha, Mladá fronta, 1968)
- Černá nese smrt (Bratislava, Obzor, 1969)
- Černá ponorka (Praha, nakladatelství Novinář, 1969)
- Mezinárodní cirkus (Praha, Práce, 1970)
- Protože noci jsou tu chladné (sbírka fantastických povídek; Praha, Československý spisovatel, 1977)

### Filmografie
Autor námětu:
- 1964 ...a jako sníh je vlajka korsárova (televizní inscenace); Vlajky korzárů (TV hra podle románu Takovou loď..., společně s M. Königsmarkem)
- 1971 Černý vlk (dle reportážní črty Černý vlk)
- 1973 Počkám, až zabiješ (dle povídky Psí komando)

Scenárista:
- 1964 Vlajky korzárů (TV hra)
- 1971 Černý vlk
- 1972 Zlý dům (detektivní, TV inscenace)

### Rozhlas
- Atrakce (rozhlasová hra o smrti kaskadéra, studio České Budějovice 1960)
- Manuel nemluví (rozhlasová hra pro mládež o protifašistickém odboji ve frankistickém Španělsku, 1960)
- Všichni jsou podezřelí (detektivní komedie pro děti, 1963)
- Dva rytíři na Vintíři (rozhlasová komedie pro mládež, studio Liberec, režie Karel Weinlich 1975)